# Parc national du lagon de Poméranie occidentale
Le parc national du lagon de Poméranie occidentale, en allemand Nationalpark Vorpommersche Boddenlandschaft, est, avec ses 805 km2, le troisième plus grand parc national d'Allemagne. Créé en octobre 1990, il se situe au nord de Rostock dans le Land du Mecklembourg-Poméranie-Occidentale, en Poméranie-Occidentale.

## Géographie
Le parc se situe sur la côte de la mer Baltique, il se compose de plusieurs péninsules, îles et zones côtières lagunaires. Il protège également une partie de la côte ouest de l'île de Rügen. La végétation, typique des zones côtières, comprend notamment des dunes et des forêts de pins. 
Le parc national comprend :
- la péninsule de Darß
- la côte ouest de l’île de Rügen
- l’île de Hiddensee
- l’île d’Ummanz
- plusieurs îlots minuscules entre les endroits ci-dessus
- les multiples lagunes entre les masses terrestres

Le parc national se caractérise par des eaux très peu profondes abritant une faune côtière unique. 

## Faune
Les phoques gris sont des invités réguliers du parc national, mais ils ne se reproduisent pas dans la région. On peut également observer des phoques communs. Les marsouins ne sont trouvés qu’occasionnellement. Le parc national abrite des loutres, des chevreuils, des sangliers, des cerfs élaphes ainsi que des daims. Il y a aussi une petite population de mouflons sur Hiddensee. De plus, il existe de nombreux petits mammifères, comme la souris naine. Diverses chauves-souris, telles que des chauves-souris pygmées et des noctules, peuvent également être observées.
Chaque année, au printemps et en automne, des milliers d'oiseaux (principalement des grues) traversent la région et s'arrêtent dans le parc.
Les eaux de Bodden forment également une zone de reproduction importante pour de nombreux oiseaux. Au total, 163 espèces d’oiseaux se reproduisent dans le parc national, dont 67 figurent sur la liste rouge allemande. 
Les Bodden abritent 48 espèces de poissons. Les espèces courantes sont la brème, le gardon, l’anguille européenne, l’épinoche, la perche, le sandre et le brochet.

## Galerie

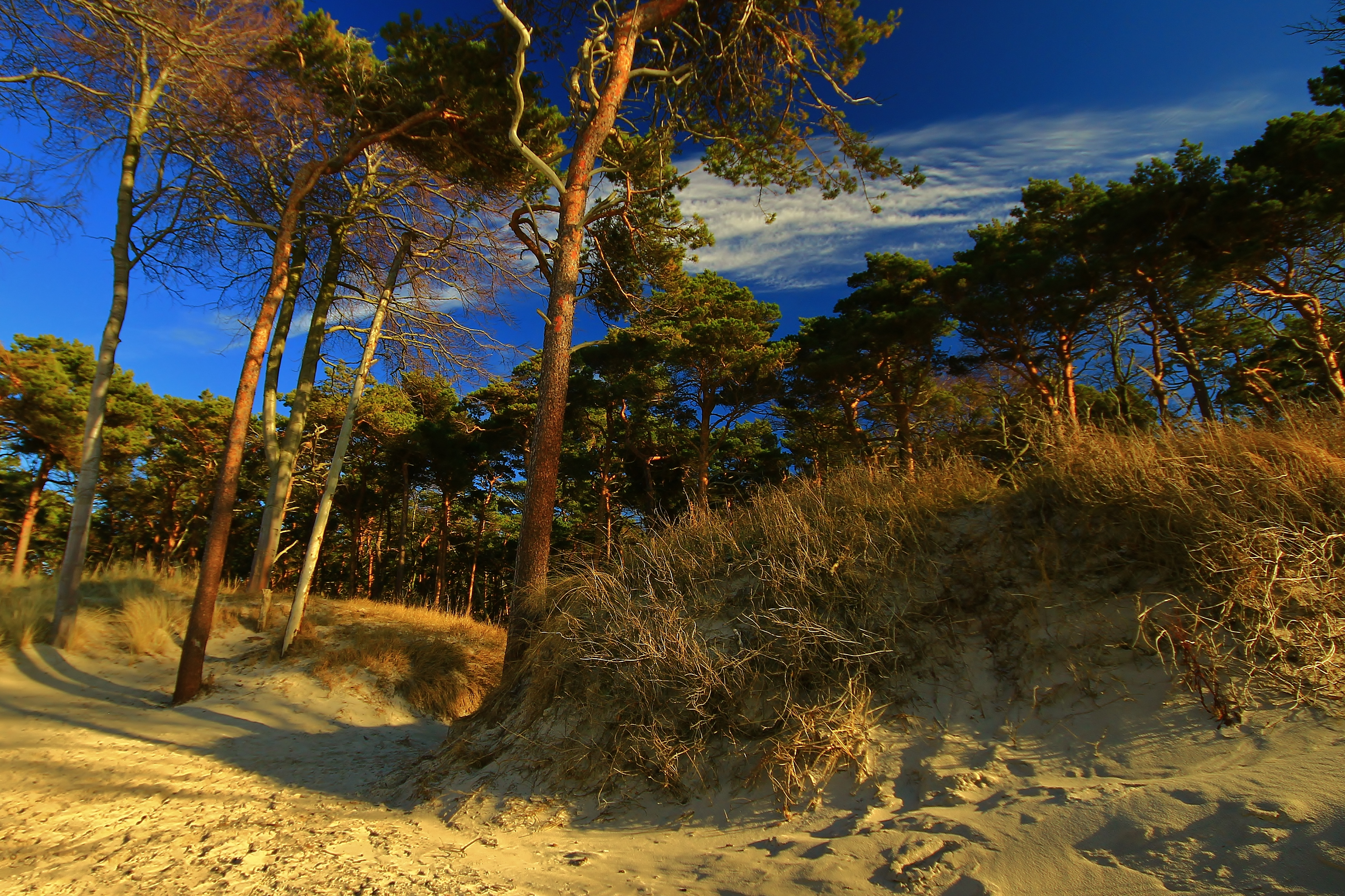
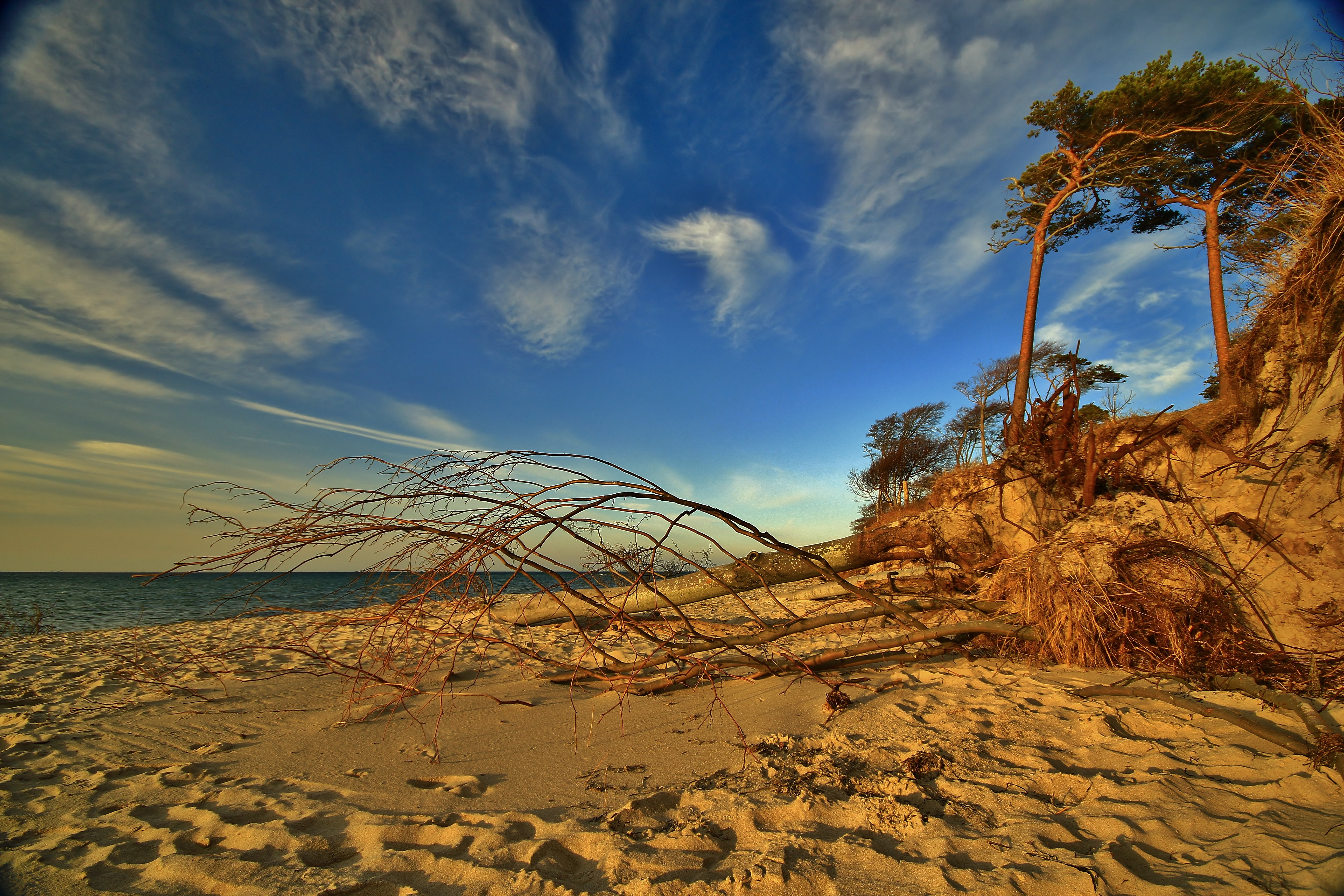
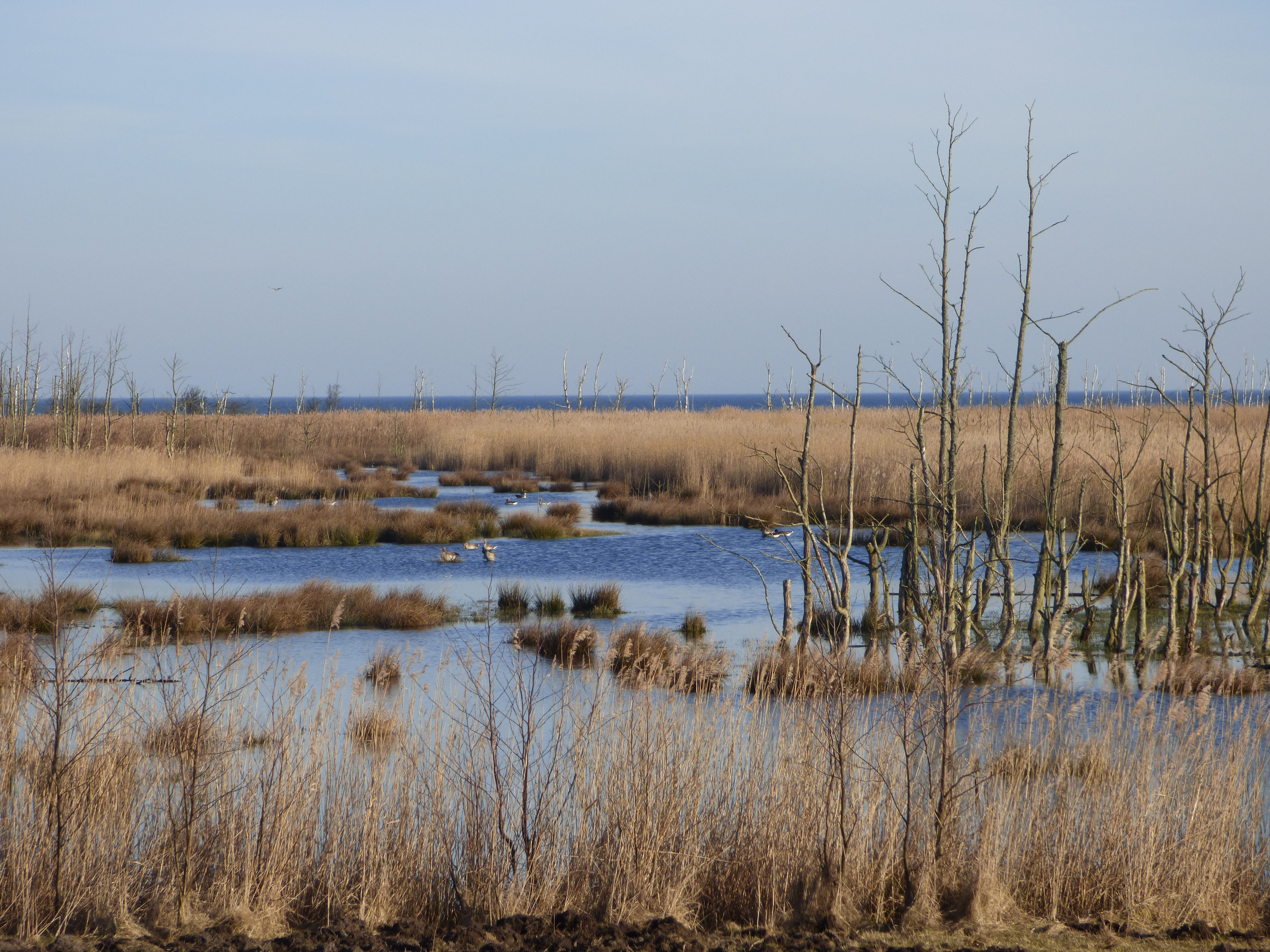
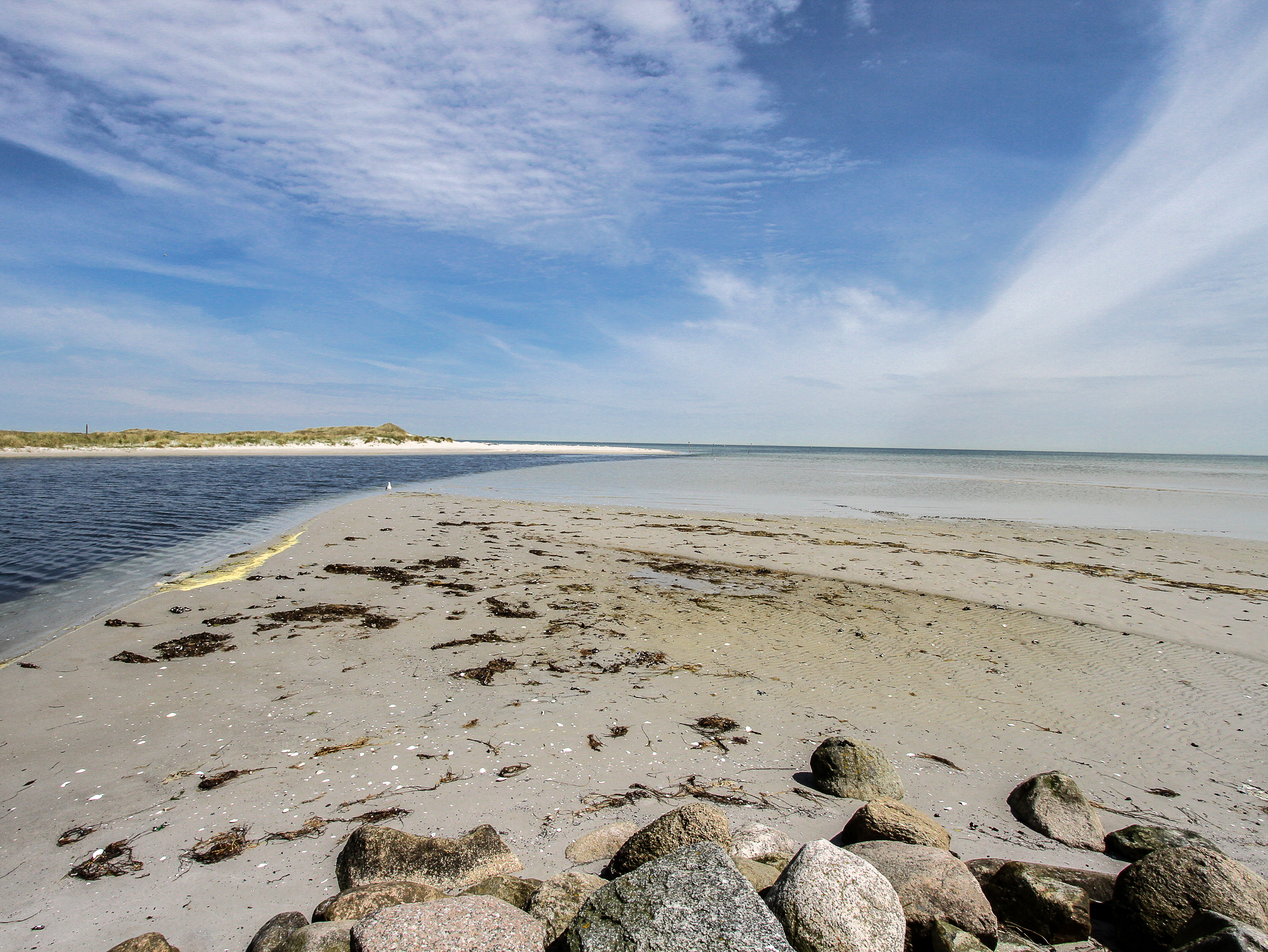
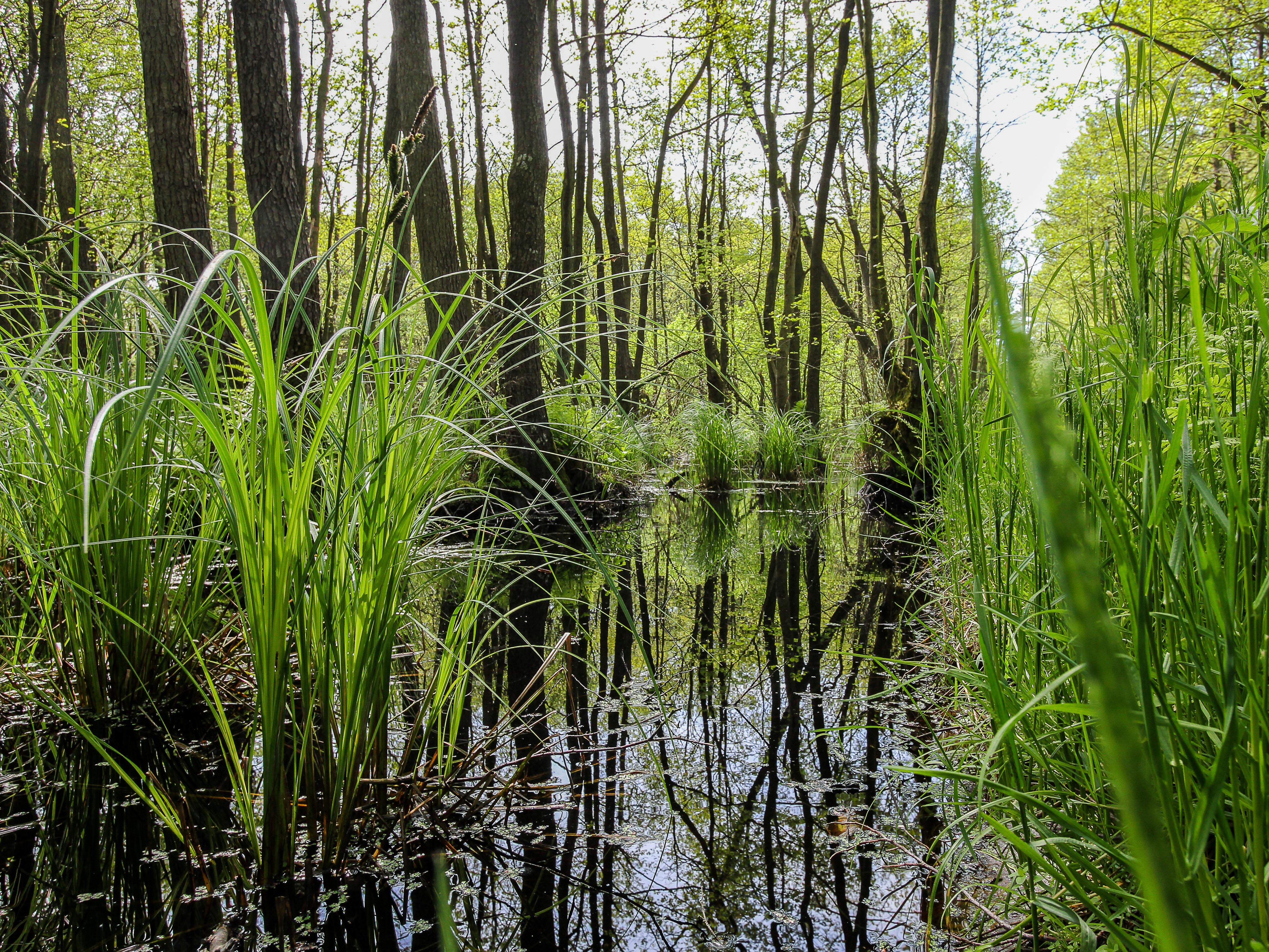
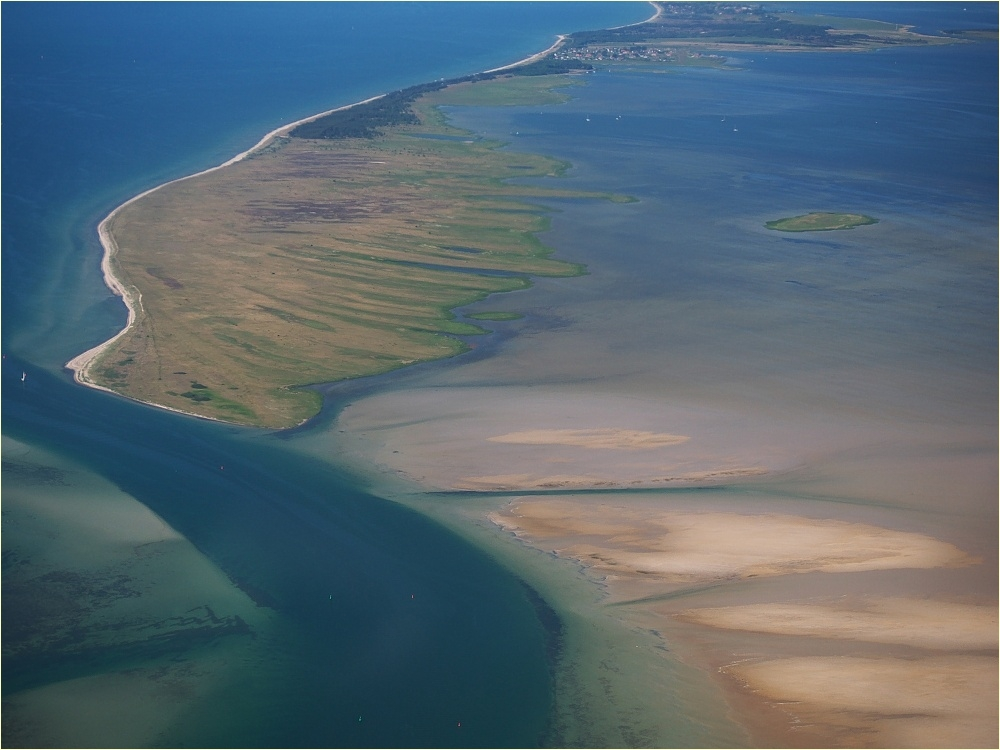
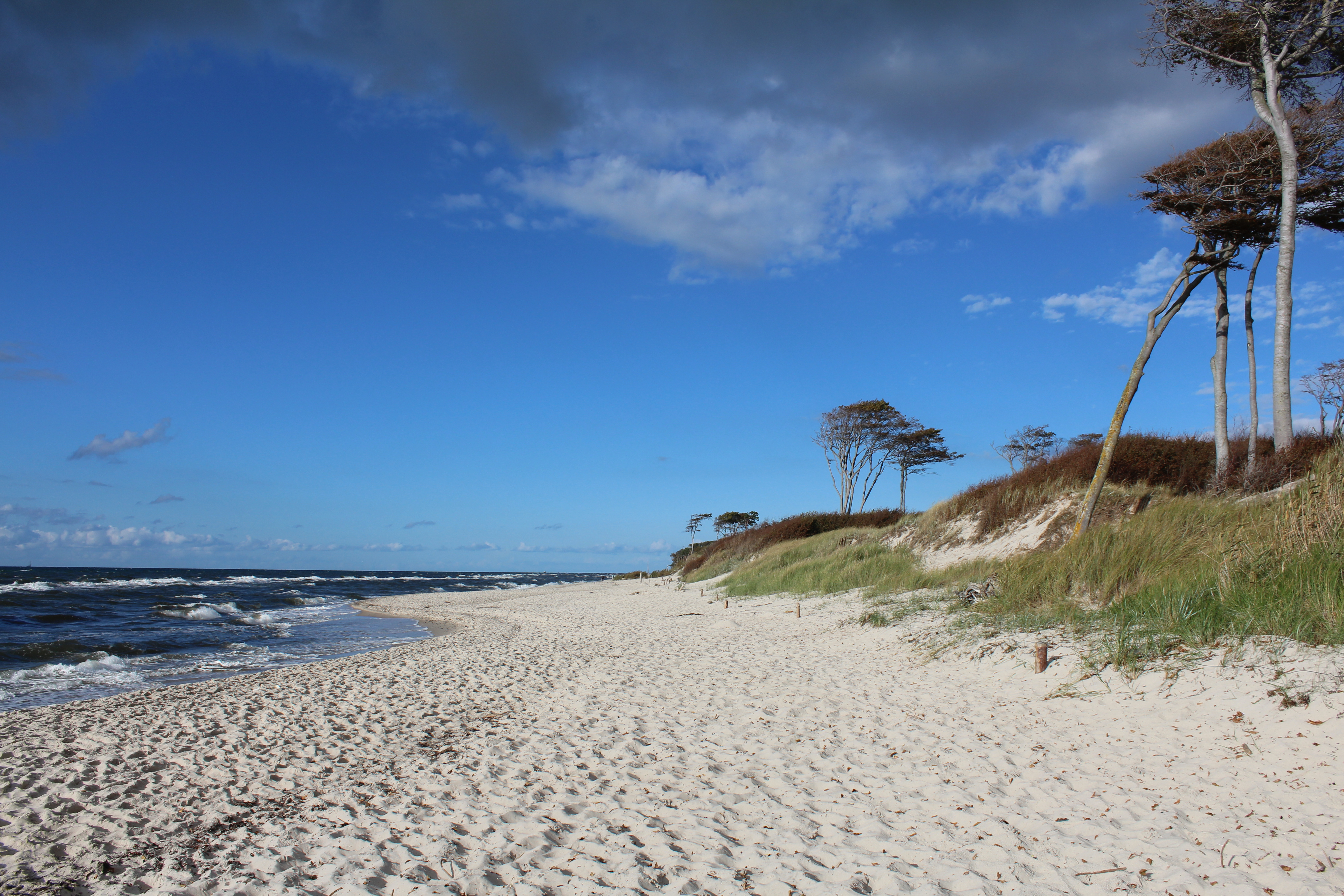
Logo
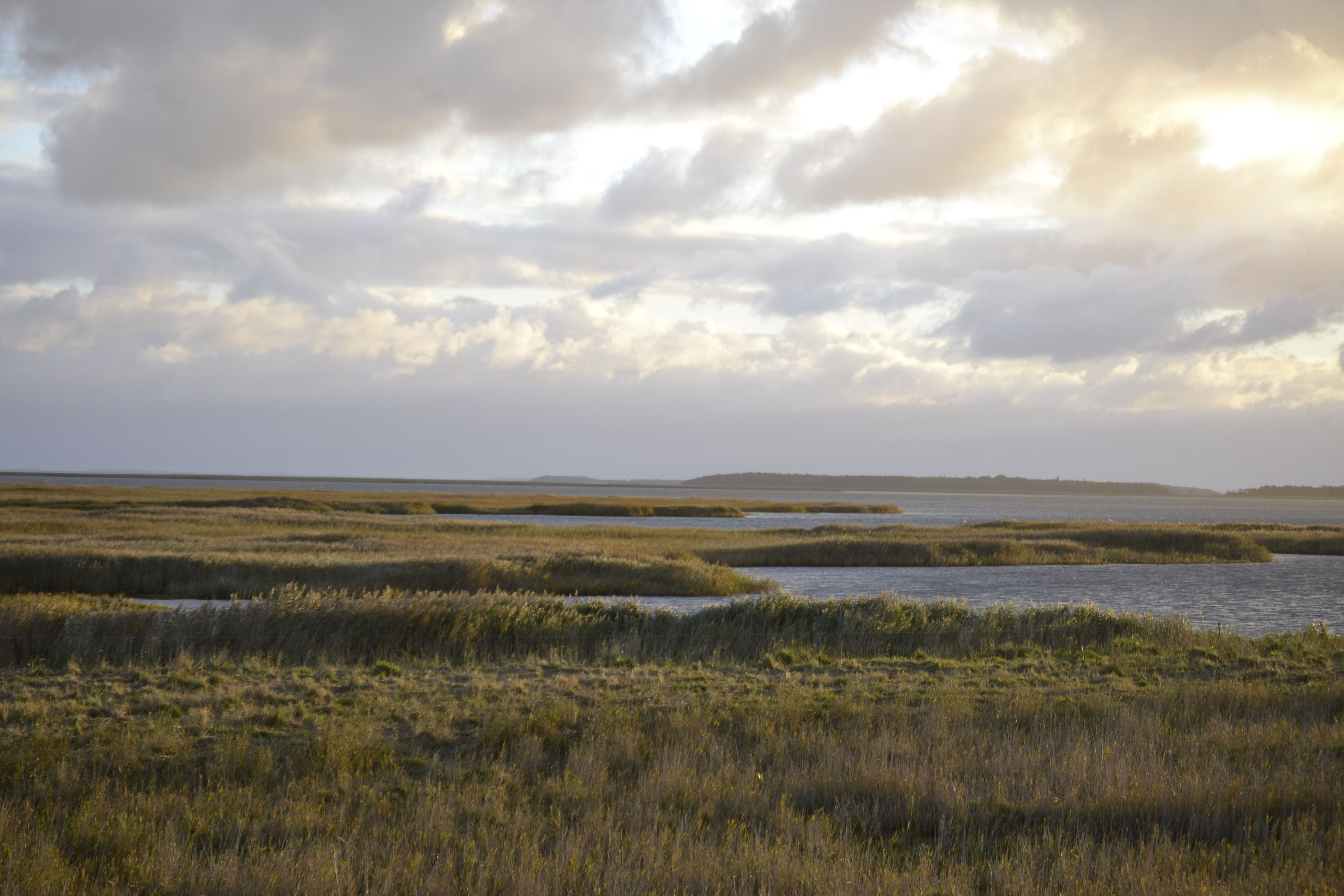